# Getgaseller
Getgaseller (Procapra) är ett släkte i underfamiljen gasellantiloper som förekommer med tre arter i centrala Asien. De skiljer sig från andra gaseller genom en kortare svans som bara är en stump och att bara hannar bär horn. 
Arterna är:
- Tibetansk getgasell (Procapra picticaudata)
- Procapra przewalskii
- Procapra gutturosa

Den största arten, Procapra gutturosa, har en kroppslängd (huvud och bål) av 108 till 160 centimeter, en mankhöjd av 54 till 84 centimeter och en vikt av 25 till 45 kilogram. Hanens horn är med cirka 20 cm ganska kort. Hos de andra två arterna är den genomsnittliga kroppslängden mindre än 110 cm men hornen är hos full utvecklade hanar längre än 30 cm. Dessutom saknar de andra två arterna körtlar framför ögonen och vid ljumsken. Procapra przewalskii och Procapra picticaudata skiljer sig främst i hornens form. Hos den första är hornen tydlig bakåt böjd och nära spetsen förekommer ytterligare en böjning inåt liksom en fiskekrok. Hos Procapra picticaudata är hornen främst raka med undantag av en liten utdragen S-formig sväng vid spetsen.
Habitatet för alla arter är torra stäpper och halvöknar. Getgaseller vistas även i bergsregioner upp till 5 750 meter över havet. Under vintern är de aktiva på dagen men under de heta sommarmånaderna är de bara aktiva i gryningen. Vanligtvis lever de i hjordar med cirka tjugo eller trettio individer men under vissa perioder vandrar getgaseller i hjordar med flera tusen exemplar.
Arten Procapra gutturosa kan hålla en hastighet av 60 till 65 km/h över 12 till 15 km.
Beståndet för alla arter minskade betydligt under de senaste åren och Procapra przewalskii listas av IUCN som starkt hotad (EN). Tibetansk getgasell listas som nära hotad (NT) och Procapra gutturosa som livskraftig (LC).

### Allmänna källor
- Ronald M. Nowak: Walker's Mammals of the World. Johns Hopkins University Press, 1999 ISBN 0801857899